# Битка на Грамади (1883)
Битка на Грамади, позната и као битка на Дервену, вођена 30. октобра 1883, била је део Тимочке буне.

## Позадина
Узрок Тимочке буне био је покушај краља Милана Обреновића да силом искорени тек формирану политичку опозицију у Србији, која се окупила око Народне радикалне странке (формирана 1881). Заступајући веома популарне идеје о локалној самоуправи, смањењу пореза и укидању државног чиновништва и стајаће војске, радикали, које су предводили Никола Пашић и Пера Тодоровић, однели су убедљиву победу на скупштинским изборима 1882. и имали су преко 60.000 организованих чланова. Готово свака варошица у Србији имала је одбор радикалне странке, а многи сеоски кметови и председници општина били су радикали. Иако су добили већину посланичких места у Скупштини, краљ Милан одбио је да повери владу радикалима, сматрајући их опасним револуционарима и републиканцима. У многим местима избори су поништени, а радикалским посланицима одузети су мандати и додељени напредњацима, личној странци краља Милана, који су поново формирали владу. Напредњачка народна скупштина изгласала је закон о укидању дотадашње Народне војске и влада је наредила одузимање државних пушака (којих је било око 50.000-60.000 у народу) од народа. Тимочка буна почела је побуном у Кривом Виру код Бољевца 20. октобра 1883, где су се сељаци, предвођени од локалних радикала, оружјем одупрли чуварима јавне безбедности и војницима који су покушали да их разоружају. Сутрадан, у Бољевцу је преко 3.000 људи устало на оружје и преузело власт, а устанак се проширио и на Сокобању (25. октобра) и Књажевац (26. октобра). Устаници из Сокобање успешно су 26. октобра побунили народ у Књажевцу, где је власт у читавом округу преузео устанички одбор на челу са радикалским вођом Ацом Станојевићем. Као средиште округа, Књажевац је располагао снагама народне војске у јачини од читаве две бригаде (8 батаљона пешадије, ескадрон коњице и батерија од 4 топа): главнина књажевачке народне војске утврдила се на јужној граници округа, на превоју Грамада, један батаљон упућен је у Сокобању, да помогне тамошњи покрет, а један на север, да заузме Зајечар.

## Супротстављене снаге

### Устаници
Књажевац је, на папиру, могао да мобилише чак 8 батаљона народне војске: четири батаљона прве класе и исто толико друге класе. Међутим, само је прва класа имала државне пушке острагуше типа Пибоди, великог калибра и домета око 500 м, док је друга класа само у малом броју имала старе спредњаче (белгинке и руске), које су већином пропале у претходним ратовима. Одашиљањем најбоље наоружаних бораца у Сокобању и на Зајечар, на јужној граници побуњених области - на Дервену и Грамади - је остала само народна војска сврљишког среза, састављена од по једног батаљона прве и друге класе. Устанички управни одбор у Књажевцу поставио је за командира IV сврљишког батаљона прве класе Петра Милошевића, који је у српско-турским ратовима (1876-1878) био ађутант батаљона и вршилац дужности батаљоног командира.
Иако је мобилизација народне војске у Дервену почела већ 26. октобра, одзив војних обвезника био је релативно слаб, и до 28. октобра увече командир Петар успео је да формира само 3 непотпуне чете прве класе. Ове малобројне снаге биле су растурене на више места, како би се спречио продор стајаће војске из Ниша према Књажевцу. I чета прве класе, састављена од око 100 бораца из разних чета који су имали пушке,  под командом водника Богосава Виденовића, заузела је положај на планини Курилово, северно од Ниша. У седишту сврљишког среза, на Дервену је била II чета прве класе, са 151 наоружаним борцем, заједно са четири чете друге класе са укупно 510 бораца без оружја (са моткама) и само 13 коморџија наоружаних пушкама спредњачама. Један вод II чете био је код манастира Светог Архангела под командом водника Манојла Ивановића, чувајући прилазе од Алексинца и Сокобање. IV чета прве класе, под командом Николе Ивановића Зуке била је на Грамади, на главном путу од Ниша према Дервену и Књажевцу. У покушају да наоружа војнике друге класе, Петар Милошевић наредио је свим сеоским општинама да покупе и донесу у логор све расположиве приватне пушке. О очајном наоружању устаника сведочи сачувани списак оружја прикупљеног у селима сврљишког среза:
- у Дервену - 4 пушке Пибоди, 11 белгинки, 3 мача и 1 сабља,[9]
- у Белоињу - 3 пушке кремењаче (две дуге пушке и једна шешана)[9]
- у Шљивовику - 3 пушке кремењаче,[9]
- у Извору - 13 пушака,[10]
- у Гушевцу - 3 исправне кремењаче (тзв. саибијске пушке), 2 каписларе и 1 државна коморџијска капислара са бајонетом,[11]
- село Бучум имало је само 4 старе пушке, које су употребљаване за патролу (сеоску стражу), док су све остале пропале у рату.[12]

Са овако импровизованим оружјем и придружених 20 војника из I књажевачког батаљона II класе (који су имали пушке спредњаче одузете од коморџија I класе) командир Петар је до 29. октобра увече на Дервену саставио и четврту чету од два вода (око 60 људи). Око пола 11 увече 29. октобра кренуо је на Грамаду са II четом прве класе и борцима друге класе који су имали оружје, оставивши у резерви један вод прве класе и све борце без оружја.
Тако је од преко 1.000 устаника на Грамади, највише 350 бораца прве класе имало употребљиве пушке, док је друга класа већином била наоружана моткама, са једва 60 старих спредњача (од чега 9 кремењача).

### Стајаћа војска
Стајаћа војска имала је један батаљон пешадије из Врања, састављен од 4 чете (око 800 војника) и батерију од 4 топа, под командом потпуковника Драгољуба Марковића. Војници су били наоружани најмодернијим пушкама Маузер-Кока, малог калибра и домета око 1.000 м.

## Битка
Стајаћа војска, састављена од једног батаљона пешадије и једне батерије од 4 топа, кренула је из Ниша према Грамади 30. октобра ујутро и стигла на домак устаничких положаја око 5 сати поподне. Држећи се у дефанзиви, командир Петар Милошевић послао је у сусрет војсци тројицу коњаника са задатком да позову команданта на преговоре, али ови гласници сместа су ухапшени. Распоредивши се у три одреда, стајаћа војска одмах је кренула у напад, отворивши ватру у месо. Принуђени да се боре, устаници који су имали оружје одговорили су ватром, иако њихове старе пушке нису могле ни да добаце до војника, који су отворили ватру са максималног домета од око 1.000 метара. Ненаоружани борци друге класе одмах су се разбежали, али је главнина устаника на центру пружала отпор око сат и по времена, након чега је под борбом одступила према Дервену. Мрак је прекинуо битку.

## Последице
Устаници су покушали да успоставе нови одбрамбени положај на прилазима Дервену, али се остатак бораца разбежао сутрадан, чим је видео приближавање стајаће војске. Дервен и Књажевац заузети су без даље борбе, чиме је устанак у Књажевачком округу био угушен.